# Мандра Какијана II (Фрозиноне)
Мандра Какијана II је насеље у Италији у округу Фрозиноне, региону Лацио.
Према процени из 2011. у насељу је живело 88 становника. Насеље се налази на надморској висини од 209 м.